# Distrito electoral federal 13 de Chiapas
El XIII Distrito electoral federal de Chiapas es uno de los 300 distritos electorales en los que se encuentra dividido el territorio de México para la elección de diputados federales y uno de los trece en los que se divide el estado de Chiapas. Su cabecera es la ciudad de Huehuetán.
El distrito 13 de Chiapas fue creado por el proceso de distritación de 2017 llevado a cabo por el Instituto Nacional Electoral y está formado por el territorio los siguientes municipios: Amatenango de la Frontera, Bejucal de Ocampo, Bella Vista, Chicomuselo, La Grandeza, Huehuetán, Mazapa de Madero, Mazatán, Motozintla, El Porvenir, Siltepec, Tuzantán y un sector del municipio de Tapachula.
En consecuencia el distrito 13 eligió por primera vez diputado en 2018, para la LXIV Legislatura.

## Diputados por el distrito
| Diputado                  | Grupo parlamentario | Legislatura | Periodo     |
| ------------------------- | ------------------- | ----------- | ----------- |
| Maricruz Roblero Gordillo |                     | LXIV        | 2018 - 2021 |
| Luis Armando Melgar Bravo |                     | LXV         | 2021 -      |